# Blackrock (Louth)
Blackrock (irisch Na Creagacha Dubha; dt.: die schwarzen Felsen) ist eine Vorstadt von Dundalk im County Louth südöstlich von Dublin.

## Lage
Blackrock liegt im Townland Haggardstown an der Dundalk Bay. Entlang des Strands führt die R172 nach Dundalk. Südlich von Blackrock mündet der River Fane in die Irische See.

## Geschichte
Als Seebad Blackrock war die Ortschaft in den 1950er und 1960er Jahren vor allem für Urlauber aus den Countys Monaghan und Cavan sehr beliebt. Der Strand muss regelmäßig erneuert werden, weil der Sand in die Dundalk geschwemmt wird. Heute ist der Ort vor allem Schlafstadt für Dundalk und seit dem Ausbau der M1 auch für Dublin. Um 2000 wurde die vermutlich größte Sonnenuhr Irlands auf der Promenade von Blackrock errichtet.

## Söhne und Töchter der Stadt
- Paul Vincent Carroll (1900–1968), irischer Dramatiker
- Pete McArdle (1929–1985), irischer Langstreckenläufer, lebte lange Zeit in Blackrock
- Emer Costello (* 1962), Politikerin der Labour Party

## Galerie

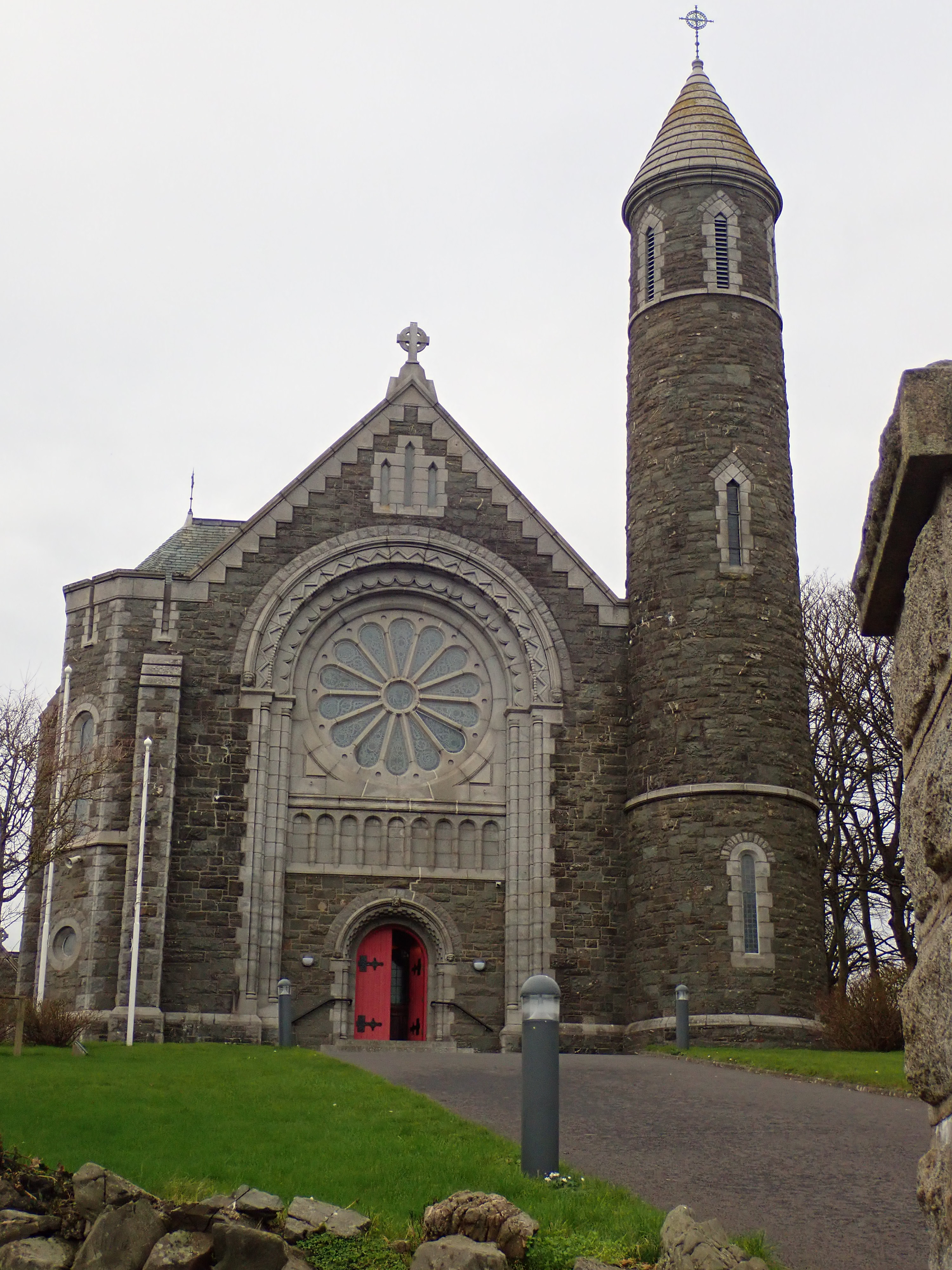
St Oliver Plunkett’s Catholic Church
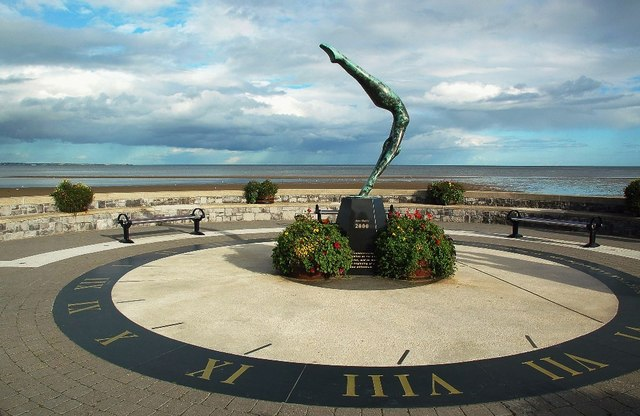
Millenium-Sonnenuhr